# Хистон
Хистони су базни протеини мале молекулске масе који заједно са нехистонским протеинима, РНК и ДНК изграђују хроматин, односно хромозоме. Укупна маса хистона у ћелији једнака је приближно маси ДНК.

## Врсте и особине хистона
Разликује се пет класа (врста) хистона које се могу поделити у две групе:
1. групу тзв. нуклеозомских хистона сачињавају хистони који се обележавају као  Х2А, Х2Б, Х3 и Х4 (по номенклатури Ciba симпозијума из 1975. г.
2. групу сачињавају хистони обележени као Х1.

Хистонске класе се међусобно разликују по молекулској тежини, броју и редоследу аминокиселина. Молекулска маса Х1 износи око 23 000 Da, док се за остале хистоне креће од 11 000 до 15 000 Da. У Х1, Х2А и Х2Б хистонима преовлађује аминокиселина лизин, а Х3 и Х4 хистони су са високим садржејем аргинина. Када је разградња у питању хистони припадају врло стабилним протеинима.
Синтеза хистона усаглашена је са синтезом ДНК, репликацијом и одвија се углавном у С фази интерфазе ћелијског циклуса.
Све ове особине хистона указују на њихову улогу у образовању структуре хроматина и паковању огромне дужине ДНК у једро многоструко мањег пречника. Телесна људска ћелија има 46 хромозома. Ако се измери укупна дужина ДНК у свим хромозома, добија се вредност од око 2m. Треба имати у виду да је пречник једра 5-10μm. Можда још један пример то боље илуструје: укупна дужина ДНК у свим ћелијама људског тела износи 2x 10¹¹ km, што је много пута веће од обима Земље или растојања између Земље и Сунца. Због тога ДНК мора да се намотава и на различите начине пакује.

## Грађа хроматинског влакна
Хистонски протеини су веома слични код различитих еукариотских организама, што значи да се током еволуције живог света нису много мењали па се за такве протеине каже да су конзервативни (очувани). Тако се хистон Х4 човека и квасца разликују у само осам аминокиселина
Они су градивни протеини хроматина јер учествују у паковању ДНК, која се око њих намотава (као конац око калема) да би се огромна дужина ДНК могла да смести у сићушно једро. Зато се хроматин види као перласта структура, где су перле, у ствари, ДНК намотана око хистона и називају се нуклеозоми. 
Нуклеозом има облик цилиндра чији пречник износи 11 nm, а његова висина 5,7 nm. Изграђен је од:
- октамера кога чини осам молекула хистона, по две копије (Х2А)2(Х2Б)2(Х3)2 и (Х4)2;
- ДНК која је намотана 1,75 пута око октамера и најјаче везе успоставља са хистонима Х3 и Х4 (види слику).

Нуклеозоми се међусобно повезују преко ДНК, назване повезујућа, спојница или линкер ДНК, за коју је везан хистон Х1.
Хистони Х3 и Х4 неопходни су за одржавање структуре нуклеозома, а Х1 одређује правилан распоред нуклеозома дуж ДНК.